# 충쭤시
충쭤 (숭좌, 중국어: 崇左, 병음: Chóngzuǒ 좡어: Cungzcoj)는 광시 좡족 자치구의 지급시이다. 중국에서 가장 큰 좡족 본거지 중 하나이다.

## 지리
광시 좡족 자치구의 남서부에 위치한다. 동쪽으로 난닝, 북쪽으로 바이써, 남쪽으로 팡청강, 서쪽으로 베트남과 접한다. 쭤 강과 유 강이 충저우에서 합류하여 융 강이 된다. 충쭤는 산지 및 구릉 지대이고 구이린, 북베트남의 하롱베이와 유사한 수많은 카르스트 지형이 형성되어있다. 총 면적은 17,345km2이고 이 중 7,190 km2가 숲으로 덮여있다.
충쭤의 기후는 아열대 기후이다. 연평균 기온은 20.8~22.4°C이고 1월 평균기온은 14.1°C, 7월 평균기온은 28.9°C이다. 연평균 강수량은 1088~1799mm 사이이다. 무상일수는 330일이다.
| 충쭤시 (1991년~2015년)의 기후 | 충쭤시 (1991년~2015년)의 기후 | 충쭤시 (1991년~2015년)의 기후 | 충쭤시 (1991년~2015년)의 기후 | 충쭤시 (1991년~2015년)의 기후 | 충쭤시 (1991년~2015년)의 기후 | 충쭤시 (1991년~2015년)의 기후 | 충쭤시 (1991년~2015년)의 기후 | 충쭤시 (1991년~2015년)의 기후 | 충쭤시 (1991년~2015년)의 기후 | 충쭤시 (1991년~2015년)의 기후 | 충쭤시 (1991년~2015년)의 기후 | 충쭤시 (1991년~2015년)의 기후 | 충쭤시 (1991년~2015년)의 기후 |
| 월                            | 1월                           | 2월                           | 3월                           | 4월                           | 5월                           | 6월                           | 7월                           | 8월                           | 9월                           | 10월                          | 11월                          | 12월                          | 연간                          |
| ----------------------------- | ----------------------------- | ----------------------------- | ----------------------------- | ----------------------------- | ----------------------------- | ----------------------------- | ----------------------------- | ----------------------------- | ----------------------------- | ----------------------------- | ----------------------------- | ----------------------------- | ----------------------------- |
| 일평균 최고 기온 °C (°F)      | 18.4 (65.1)                   | 20.0 (68.0)                   | 23.3 (73.9)                   | 29.0 (84.2)                   | 32.4 (90.3)                   | 33.5 (92.3)                   | 33.8 (92.8)                   | 33.6 (92.5)                   | 32.5 (90.5)                   | 29.9 (85.8)                   | 25.8 (78.4)                   | 21.0 (69.8)                   | 27.8 (82.0)                   |
| 일일 평균 기온 °C (°F)        | 14.1 (57.4)                   | 16.3 (61.3)                   | 19.2 (66.6)                   | 24.2 (75.6)                   | 27.3 (81.1)                   | 28.7 (83.7)                   | 28.9 (84.0)                   | 28.5 (83.3)                   | 27.4 (81.3)                   | 24.6 (76.3)                   | 20.4 (68.7)                   | 15.9 (60.6)                   | 23.0 (73.3)                   |
| 일평균 최저 기온 °C (°F)      | 11.1 (52.0)                   | 13.3 (55.9)                   | 16.4 (61.5)                   | 20.8 (69.4)                   | 23.7 (74.7)                   | 25.4 (77.7)                   | 25.6 (78.1)                   | 25.2 (77.4)                   | 23.9 (75.0)                   | 20.9 (69.6)                   | 16.6 (61.9)                   | 12.5 (54.5)                   | 19.6 (67.3)                   |
| 평균 강수량 mm (인치)         | 34.6 (1.36)                   | 27.5 (1.08)                   | 48.7 (1.92)                   | 79.5 (3.13)                   | 138.3 (5.44)                  | 178.4 (7.02)                  | 205.8 (8.10)                  | 197.1 (7.76)                  | 110.6 (4.35)                  | 62.8 (2.47)                   | 42.6 (1.68)                   | 27.4 (1.08)                   | 1,153.3 (45.39)               |
| 평균 강수일수 (≥ 0.1 mm)      | 9.6                           | 9.3                           | 12.4                          | 11.2                          | 13.8                          | 17.0                          | 16.9                          | 16.3                          | 11.1                          | 7.1                           | 6.7                           | 6.2                           | 137.6                         |
| 평균 강설일수                 | 0.1                           | 0                             | 0                             | 0                             | 0                             | 0                             | 0                             | 0                             | 0                             | 0                             | 0                             | 0                             | 0.1                           |
| 평균 상대 습도 (%)            | 76                            | 75                            | 78                            | 75                            | 74                            | 78                            | 79                            | 80                            | 77                            | 73                            | 73                            | 72                            | 76                            |
| 평균 월간 일조시간            | 72.9                          | 69.8                          | 61.3                          | 107.6                         | 164.6                         | 165.9                         | 188.1                         | 189.0                         | 181.1                         | 165.9                         | 139.4                         | 117.6                         | 1,623.2                       |
| 가능 일조율                   | 22                            | 22                            | 16                            | 28                            | 40                            | 41                            | 46                            | 48                            | 50                            | 46                            | 42                            | 35                            | 36                            |
| 출처: 중국기상국              |                               |                               |                               |                               |                               |                               |                               |                               |                               |                               |                               |                               |                               |

## 역사
충쭤는 좡족 문화의 초기 중심지 중 하나이다. 석기 시대의 중요한 유적들이 이곳에서 발견된다. 화 산의 밍 강을 따라 중국과 전 세계를 통틀어 가장 큰 그림 문자 군 중 하나가 있다. 몇 개의 절벽면으로 큰 소를 묘사한 커다란 붉은 그림 문자가 있다. 붉은 물감은 밝고 선명하며 각각의 인물, 무기, 동물들을 쉽게 구별할 수 있다.
진나라 때인 BC214년에 충쭤는 상군(象郡)의 일부가 되었다. 중국의 장군 풍자재(馮子才)는 1885년 방보 전투에서 프랑스군의 공격을 격퇴하였다. 쑨원은 1907년에 반청 혁명의 첫 번째 불씨를 충쭤에서 일으켰다. 1930년대에 덩샤오핑은 룽저우 폭동 기간에 이곳의 농민과 노동자들이 조직하는 것을 도왔고 결국에 홍군 제8로군이 이곳에서 형성되었다. 1979년에 중국군이 이곳으로부터 베트남으로 침공하였다.
2002년 12월 23일에 충쭤 시가 설립하였다.

## 행정 구역

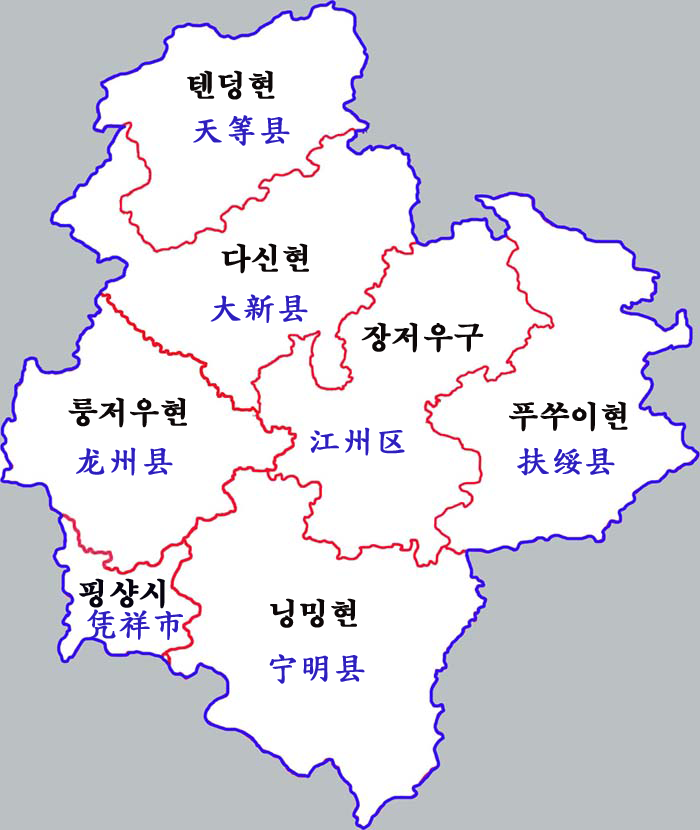
충쭤시 현급구역

1개 시할구, 1개 현급시, 5개 현을 관할한다.
시할구
- 장저우 구(江州区)(구 충쭤 현 지역)

현급시
- 핑샹 시 (凭祥市)

현
- 닝밍 현 (宁明县)
- 룽저우 현 (龙州县）
- 푸쑤이 현 (扶绥县）
- 다신 현 (大新县)
- 톈덩 현 (天等县）

## 경제
임업과 농업은 충쭤의 가장 큰 산업이다. 오렌지, 쌀, 콩, 카사바, 계피, 바나나, 야채, 두리안, 파인애플, 용안, 차 모두 주요 작물이나 사탕수수가 충쭤 농업의 중심이다. 농장에서는 소고기, 젖소, 양, 오리, 닭, 벌을 기른다. 물고기를 위한 양식업 또한 큰 규모이다. 중국 전통 약초가 야생에서 채집되거나 재배된다. 중요한 광물 자원으로 망간, 금, 철중석, 석탄, 중정석, 벤토나이트, 우라늄, 바나듐이 포함된다. 중국의 가장 큰 망간 생산지이자 세계에서 가장 큰 벤토나이트 생산지이다. 다른 산업들로 수출 기반시설, 제지, 목재와 송진 같은 임산품, 건자재, 제약, 전자 제조업이 포함된다.

## 주민
충쭤의 주민은 226만명이다. 88%의 주민이 좡족이다. 나머지는 한족, 야오족, 다른 소수 민족이다.

## 출신 인물
- 황현번: 부수현 출신